# Nissan Skyline Crossover
Le Nissan Skyline Crossover (日産・スカイラインクロスオーバー en japonais) est un véhicule de type SUV du constructeur automobile japonais Nissan vendu depuis 2009 exclusivement au Japon. Il s'agit en fait de l'Infiniti EX, connu en Europe et en Amérique du Nord depuis 2007, portant le logo Nissan.

## Motorisation
Il dispose d'un seul moteur essence :
- V6 3,7 litres, 330 ch.

Ce moteur est couplé à une boîte automatique à sept rapports. La vitesse de pointe, de 240 km/h en Europe, est bridée à 180 au Japon, comme pour tous les modèles japonais vendus dans ce pays.

### Galerie photos

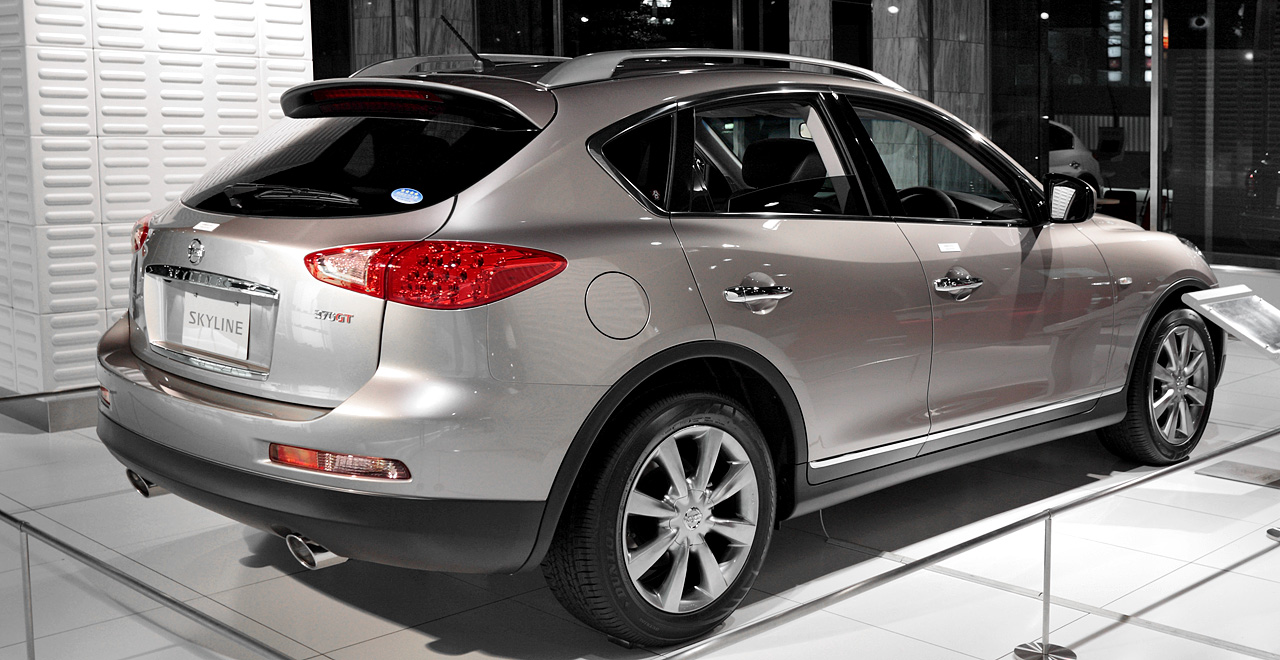
Skyline Crossover
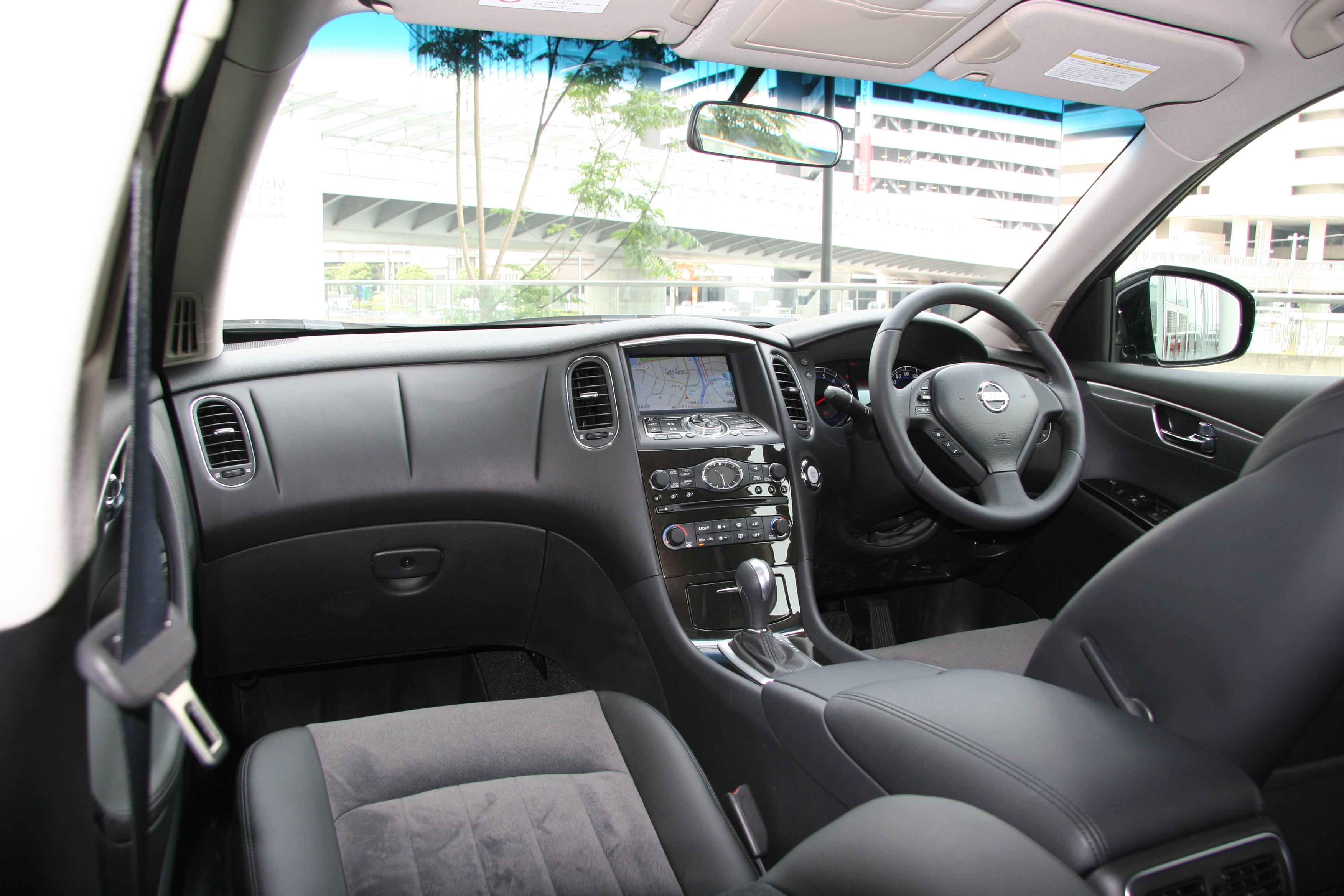
Intérieur d'un Skyline Crossover